# Herpetomonas denticis
Herpetomonas denticis is een soort in de taxonomische indeling van de Euglenozoa. Deze micro-organismen zijn eencellig en meestal rond de 15-40 mm groot. Het organisme komt uit het geslacht Herpetomonas en behoort tot de familie Trypanosomatidae. Herpetomonas denticis werd in 1921 ontdekt door Fantham & Porter.